# Hans Brückner (Politiker)
Hans Brückner (* 21. Dezember 1913 in Bad Elster; † nach 1963) war ein deutscher Politiker (LDPD). Er war von 1958 bis 1963 Abgeordneter der Volkskammer der DDR.

## Leben
Brückner, Sohn eines Arbeiters, besuchte die Volksschule in Bad Elster und absolvierte von 1928 bis 1931 eine Verwaltungslehre. 
Zum 1. März 1932 trat Brückner in die NSDAP (Mitgliedsnummer 1.006.450) und zum 1. Juni 1933 in die SS ein. Er wurde Block- und Zellenleiter der NSDAP in Bad Elster, sowie SS-Rottenführer. Von 1933 bis 1934 besuchte er die Verwaltungsakademie Südwestsachsen in Plauen und von 1935 bis 1936 die Sächsische Gemeindelehranstalt in Dresden. Er war 1936 Verwaltungsassistent, 1937 bis 1939 Verwaltungssekretär in Trebsen/Mulde und beim Oberfinanzpräsidium in Leipzig. Im Zweiten Weltkrieg leistete er Kriegsdienst.
Nach Kriegsende wurde Brückner 1946 Textileinzelhändler und Pelztierzüchter in Bad Elster, ab 1958 mit Kommissionsvertrag. Er trat 1957 der Liberal-Demokratischen Partei Deutschlands (LDPD) bei und wurde im selben Jahr Stadtverordneter und Vorsitzender der Ständigen Kommission für Bau- und Wohnungswesen in Bad Elster. Ab 1958 war er 1. Vorsitzender der Ortsgruppe Bad Elster und Mitglied des Kreisvorstandes Oelsnitz der LDPD. Von 1958 bis 1963 gehörte er als Mitglied der LDPD-Fraktion der Volkskammer der DDR an.
Er wurde mit der Wilhelm-Külz-Ehrennadel ausgezeichnet.